# Metastelma brachystephanum
Metastelma brachystephanum är en oleanderväxtart som beskrevs av August Heinrich Rudolf Grisebach. Metastelma brachystephanum ingår i släktet Metastelma och familjen oleanderväxter. Inga underarter finns listade i Catalogue of Life.